# Media potenza
Media potenza è un'espressione utilizzata nel campo delle relazioni internazionali per classificare e definire quegli Stati che, pur non essendo grandi potenze, esercitano una significativa e marcata influenza in seno alla comunità internazionale, oppure che, essendo grandi potenze, dispiegano, nelle sfere di influenza relative al proprio specifico continente, forme di potere politico, militare ed economico riconducibili anche al ruolo di una media potenza. Essere un paese di media potenza significa poter contare su una capacità diplomatica e militare in grado di garantire vantaggi politici ed economici, ed eventualmente essere anche in grado di giocare un ruolo di mediatore nei conflitti tra grandi potenze.
Una media potenza è quindi un paese che si pone, come influenza politica a livello internazionale, tra una grande potenza ed una potenza regionale. Tra le medie potenze possono dunque annoverarsi gli Stati che si trovano ai primi posti sulla scena mondiale per spese militari, per potenza economica e per 
influenza culturale.

## Medie potenze nel mondo
Sebbene non vi sia accordo unanime tra gli esperti di relazioni internazionali su quali Stati inserire o escludere da un ipotetico elenco delle medie potenze, è possibile comunque individuare alcuni criteri a tal fine: ammontare complessivo delle spese militari, ricchezza nazionale, bilancia commerciale, produzione industriale, prodotto interno lordo, ammontare del contributo del paese al bilancio dell'ONU, partecipazione a gruppi ristretti di nazioni (G7, etc.).
Seguendo i criteri sopra delineati, è possibile stilare un elenco di medie potenze presunte:

### America settentrionale
- Canada

### America Latina
- Brasile

### Europa
- Francia
- Regno Unito
- Germania
- Italia

### Eurasia
- Russia

### Asia
- Giappone
- India
- Cina
- Arabia Saudita

### Oceania
- Australia